# Pinselduktus
Der Pinselduktus (von lateinisch ducere = führen, ziehen, machen, künstlerisch gestalten) (auch Duktus, Pinselführung) bezeichnet die Art, wie Kunstschaffende in der Malerei den Pinsel führen und damit mehr oder weniger charakteristische Pinselspuren (Werkspuren) hinterlassen. Der Pinselduktus zeugt von dem Rhythmus der malenden Hand. Der Pinselduktus wird auch dadurch beeinflusst, welche Pinsel die Kunstschaffenden verwenden.
Kunstschaffende setzen den Pinselduktus bewusst oder unbewusst ein, um ihre Intentionen zu verdeutlichen. Ist zum Beispiel bei einem Porträt die Pinselführung im Gesicht feiner als bei der Kleidung, erkennt man, dass der Maler besonderen Wert auf den Gesichtsausdruck bzw. auf das Gesicht legt. Allgemein kann der Pinselduktus fein oder grob, flächig oder malerisch aufgelöst, homogen oder heterogen, dynamisch oder statisch, geordnet oder ungeordnet, konturenhaft oder übergehend sein.
Der Duktus in der Malerei bezeichnet die Art, wie Kunstschaffende nicht nur Pinsel, sondern auch Finger, Handballen, Malmesser, Spachtel oder andere Malwerkzeuge führen.

## Sichtbare Pinselspur
Die Pinselspur kann sichtbar und betont sein, wenn der Pinsel zum Beispiel punktartig, klecksartig, fleckenhaft, kurz- oder langsträhnig oder geschwungen aufgesetzt wird. Besonders gut sichtbar wird die unebene Bildoberfläche der sichtbaren Pinselspur bei scharfem, seitlichem Lichteinfall. Mit der Anerkennung der Rolle des Individuums, vor allem ab der Renaissance, nimmt die Sichtbarkeit der Pinselspur zu. Beispiele für Malereien mit sichtbarer Pinselspur sind unter anderem Mumienporträts aus Fayum, Spätwerke von Rembrandt, Werke des Pointillismus, Impressionismus, Expressionismus oder Gemälde der neuen Wilden.

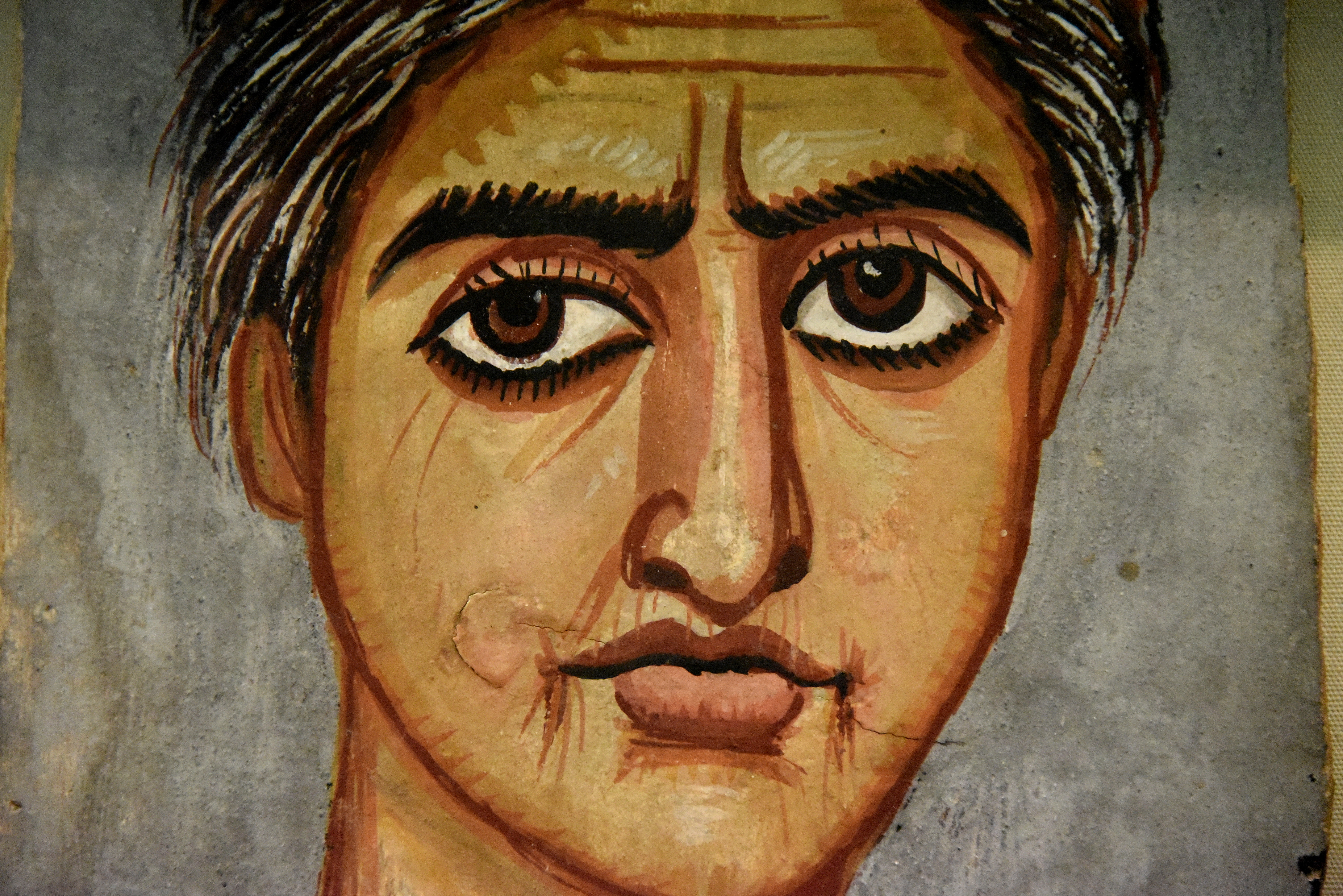
Sichtbare Pinselspur. Mumienporträt einer Frau aus Fayum (heute Hawara) / Ägypten.
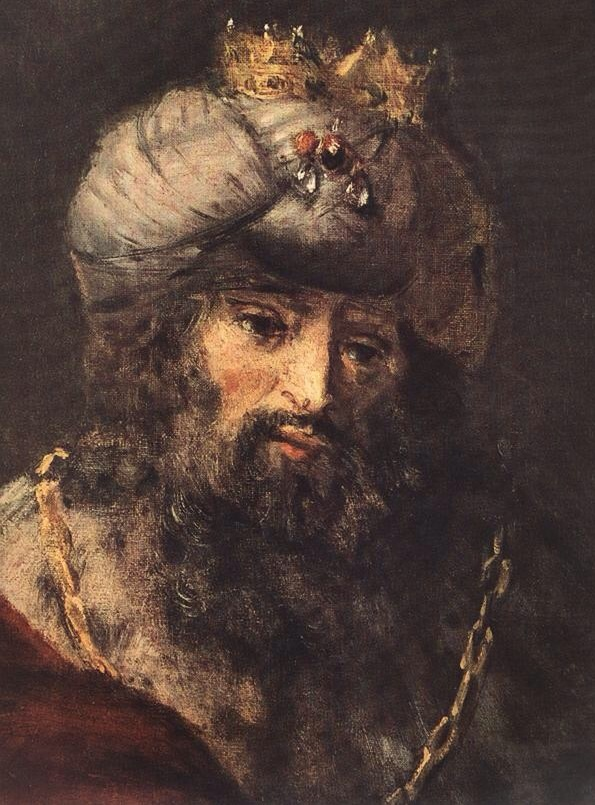
Sichtbare Pinselspur im Spätwerk. Rembrandt (oder Werkstatt): Haman erkennt sein Schicksal. Ausschnitt.
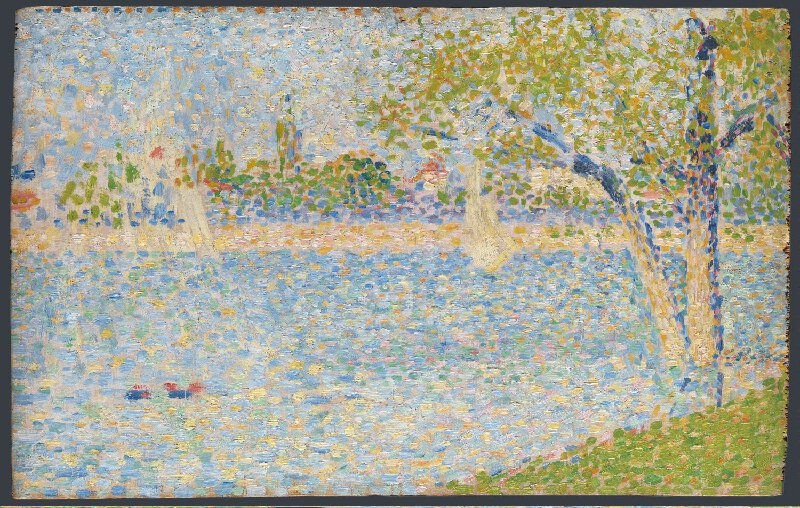
Punktartiger Pinselduktus. Georges Seurat: Die Seine von der Insel La Grande Jatte aus gesehen.
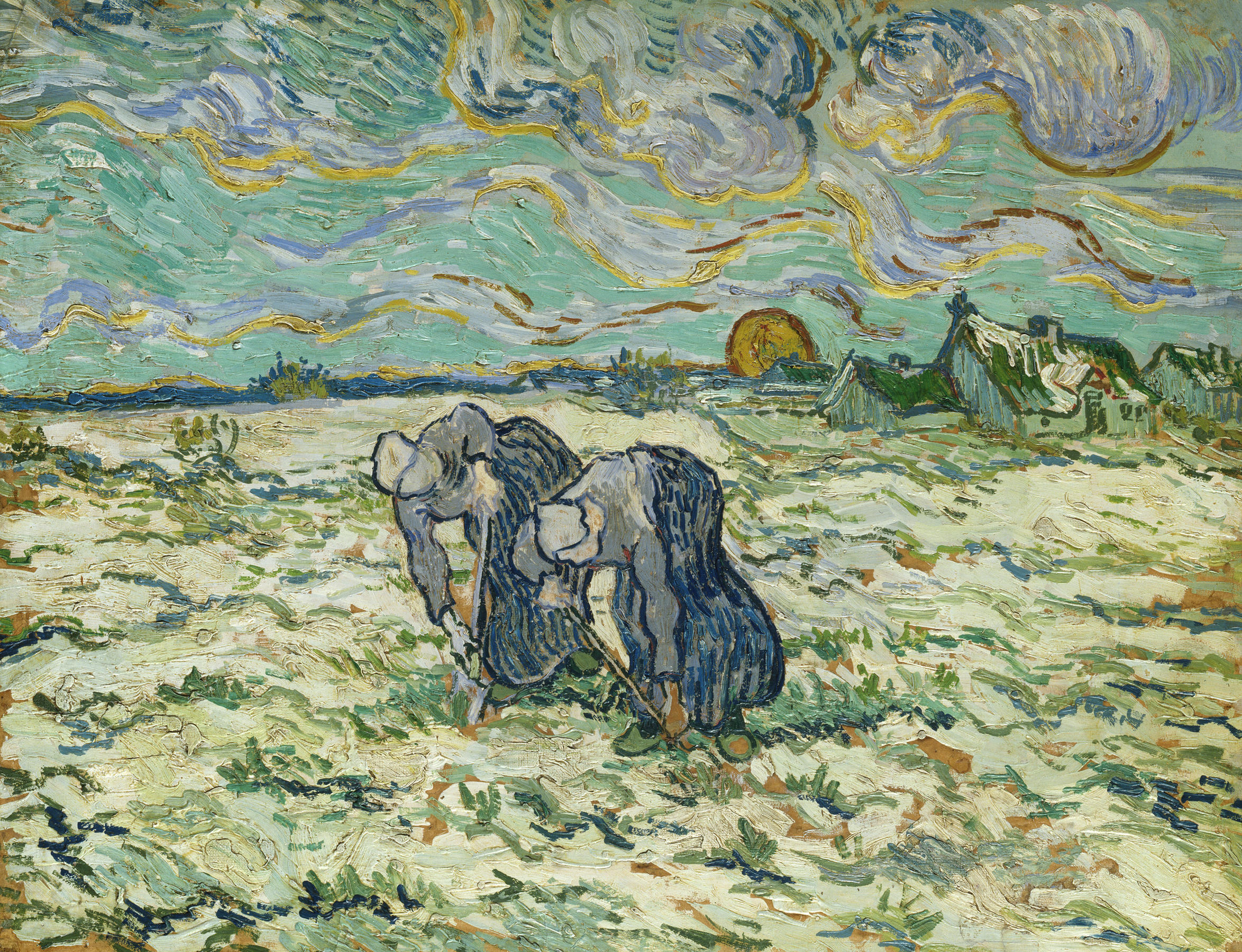
Geschwungene Linien. Vincent van Gogh: Zwei grabende Bäuerinnen auf schneebedecktem Feld.
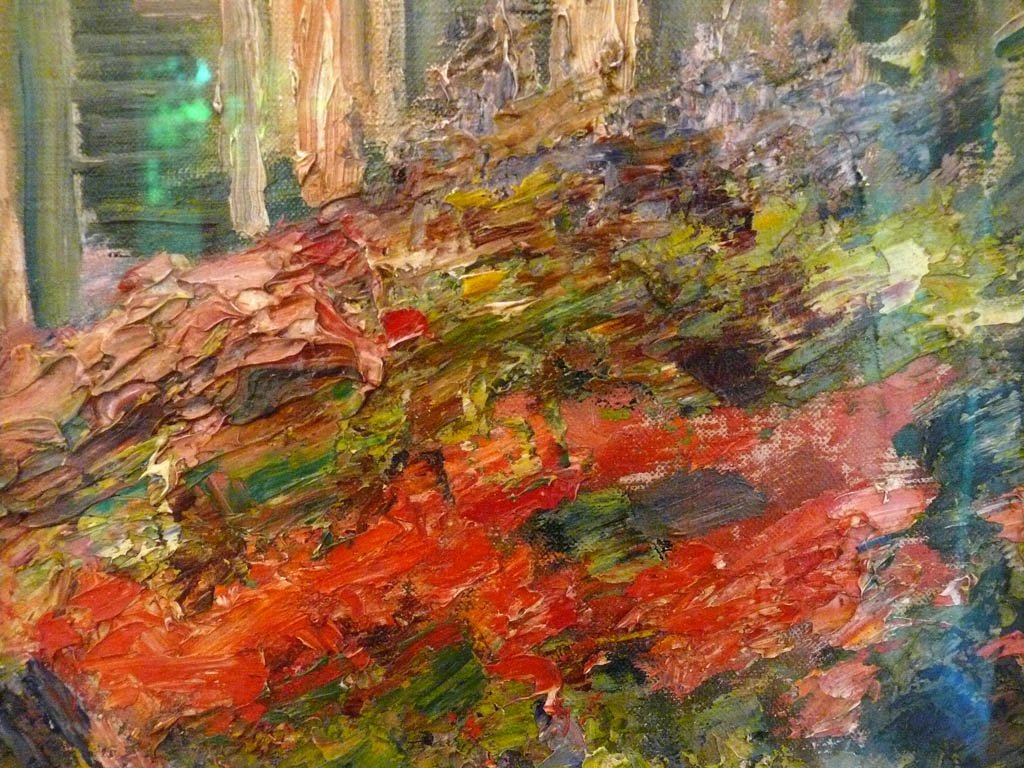
Kurze Striche. Max Liebermann: Blumenstauden am Gärtnerhäuschen nach Norden. Ausschnitt.
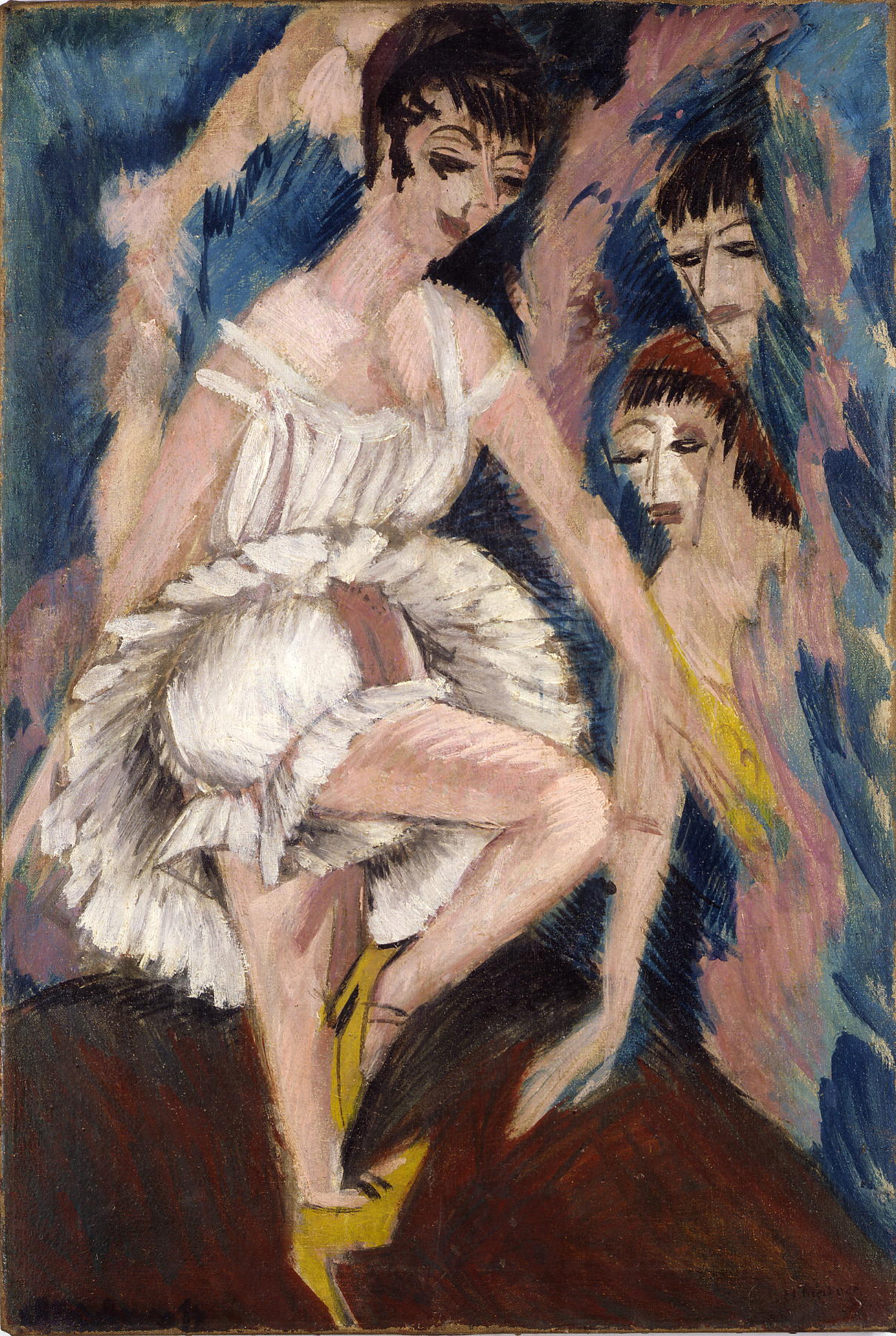
Zickzack-Striche. Ernst Ludwig Kirchner: Tänzerin.

## Unsichtbare Pinselspur
Der Pinselstrich kann unsichtbar, verfließend sein, wenn die Spuren des einzelnen Pinselstrichs verwischt werden und eine glatte Bildoberfläche entsteht. Der Pinselduktus bleibt ohne individuelle und subjektive Ausdrucksmöglichkeit. Dieser findet sich unter anderem in Zeiten, die der Entwicklung des Individuums kaum Raum geben (z. B. in der Romanik und Gotik), oder wenn Kunstschaffende Gegenstände möglichst plastisch erfassen möchten (z. B. in der Neuen Sachlichkeit oder dem Fotorealismus) oder in den abstrakten Gemälden der Konkreten Malerei.

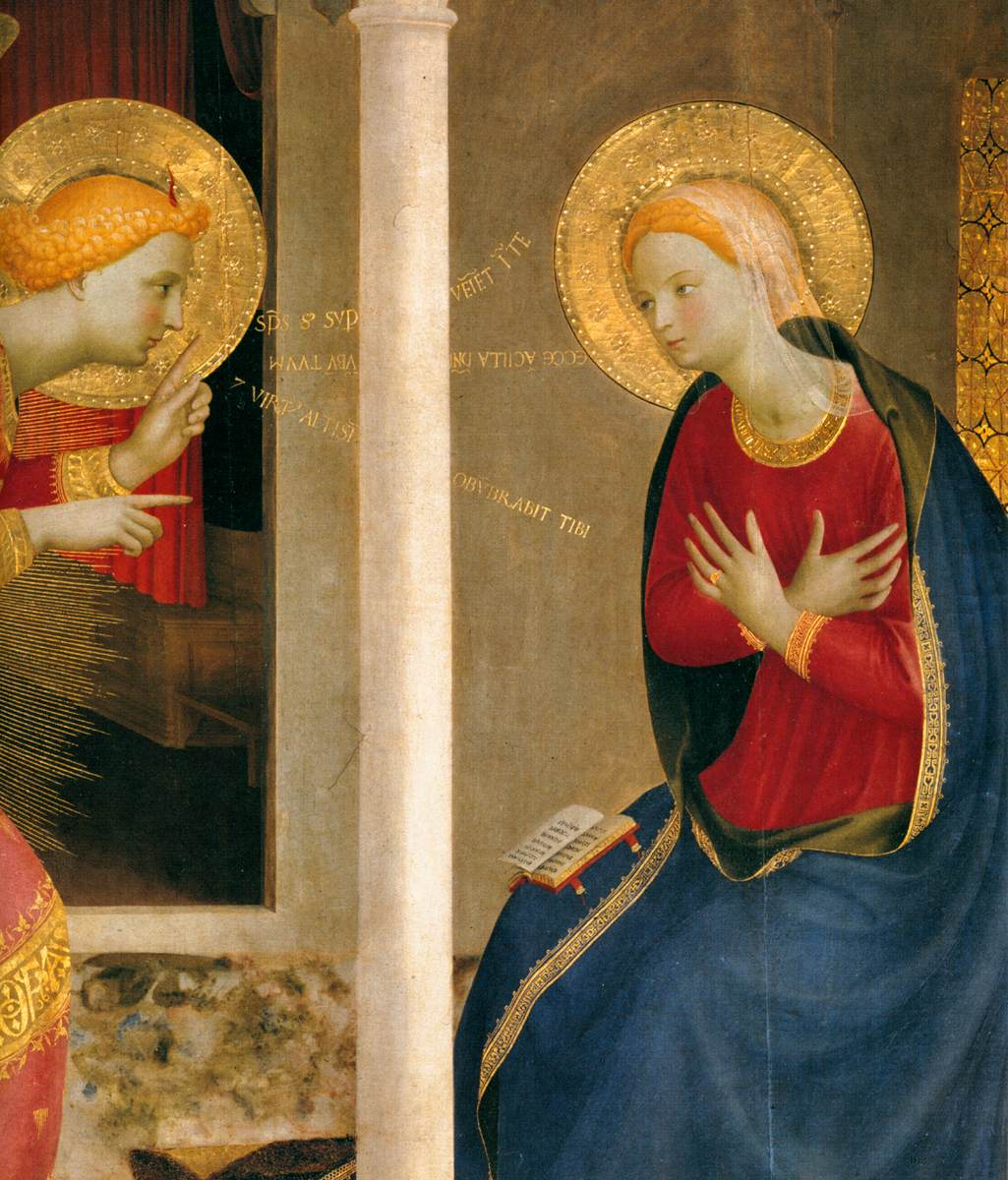
Gotik. Fra Angelico (1395–1455): Verkündigung von Cortona. Ausschnitt.
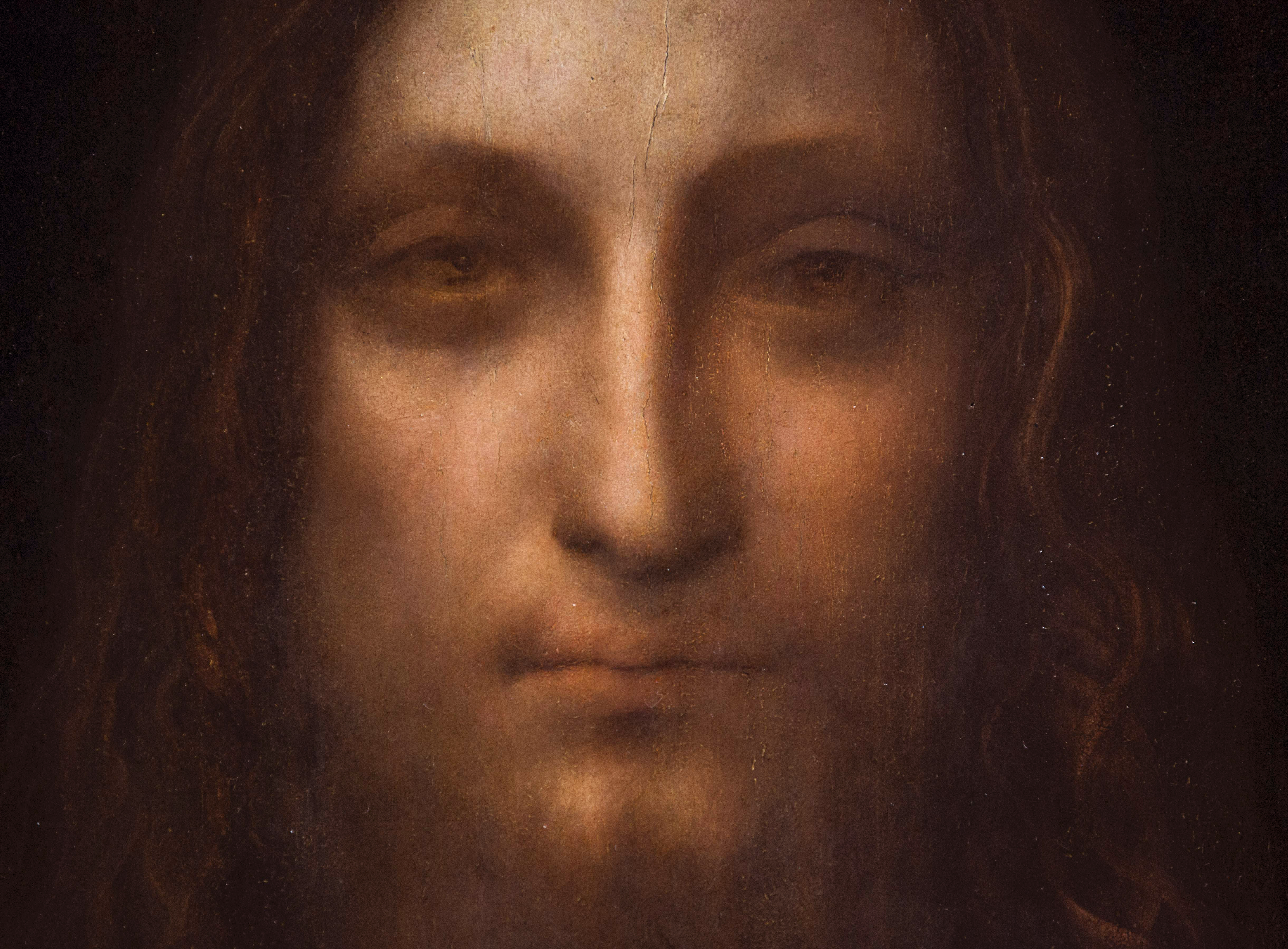
Renaissance. Leonardo da Vinci (zugeschrieben): Salvator Mundi (Erlöser der Welt). Ausschnitt.
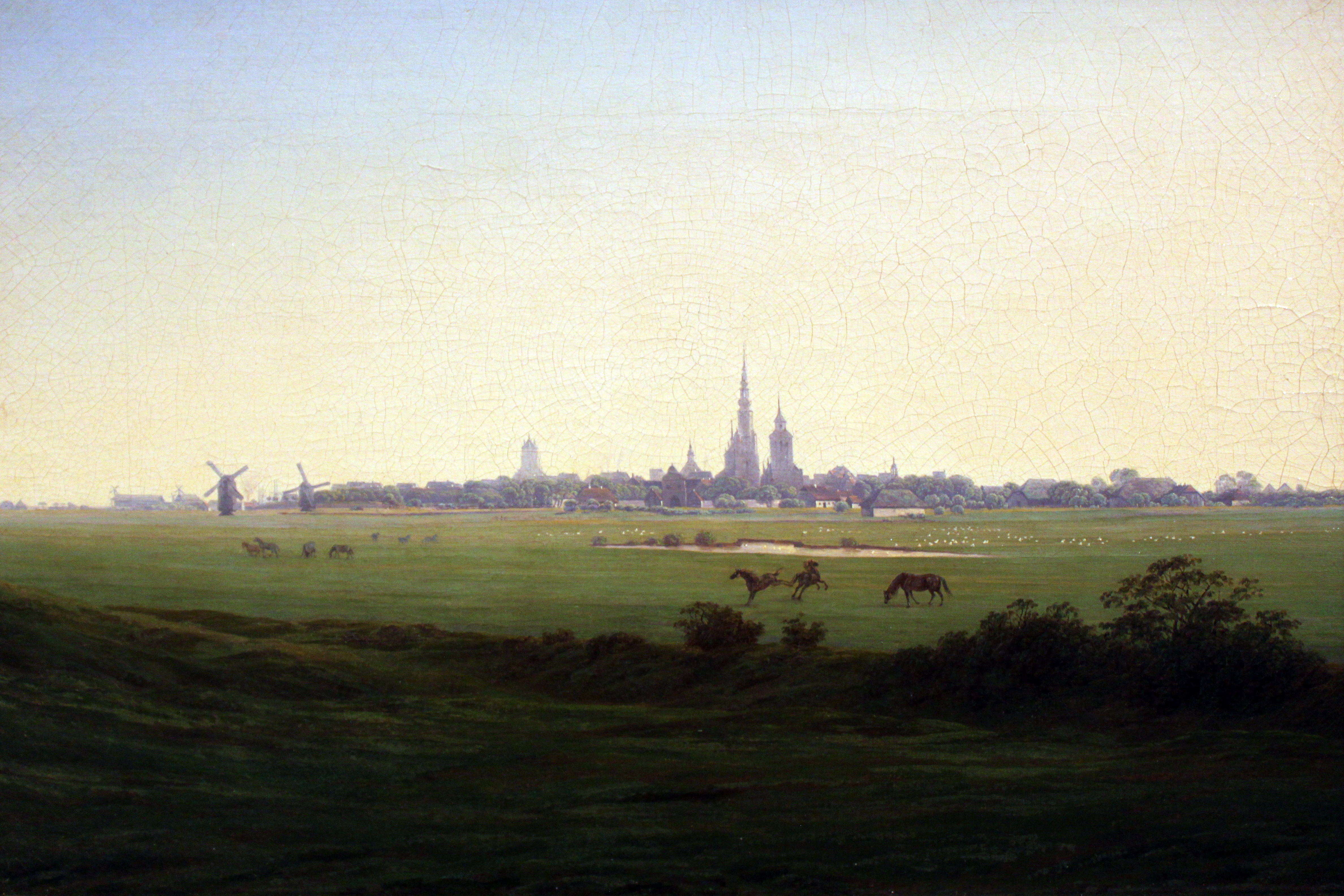
Romantik. Caspar David Friedrich: Wiesen bei Greifswald.
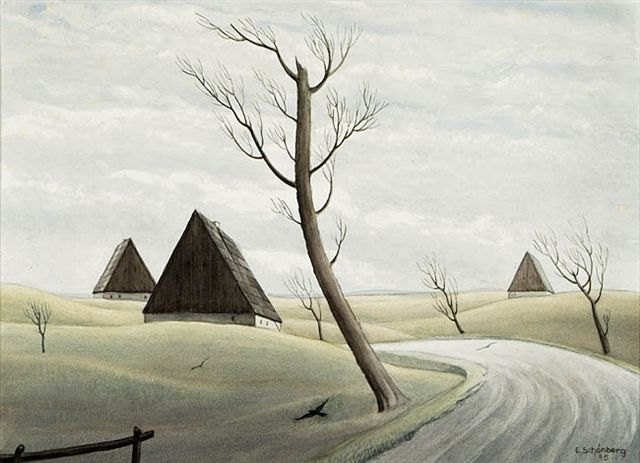
Neue Sachlichkeit: Ewald Schönberg (1882–1949): Vorfrühling im Zinnwald.
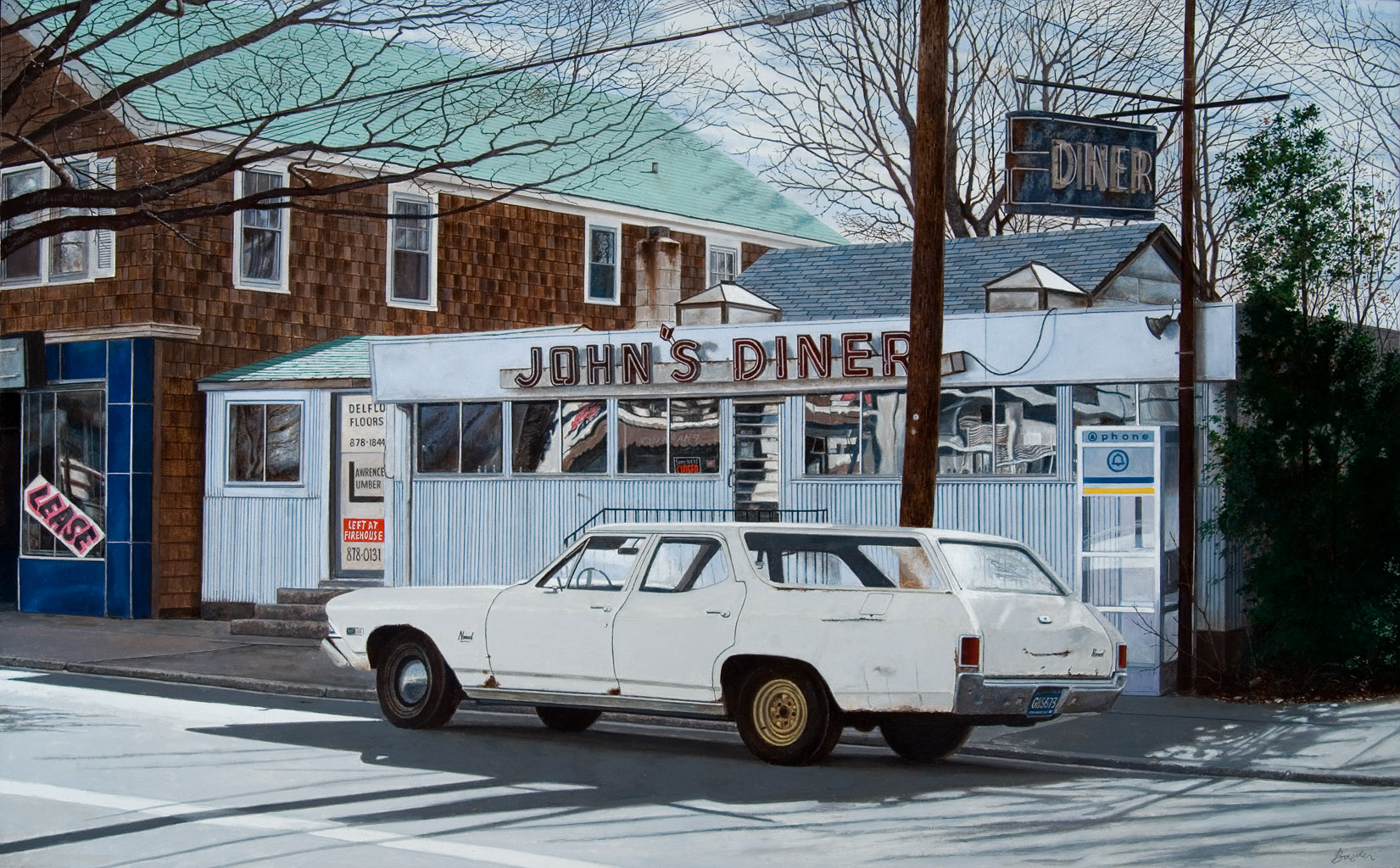
Fotorealismus. John Baeder (1938– ): Johns Esslokal [John´s Diner].
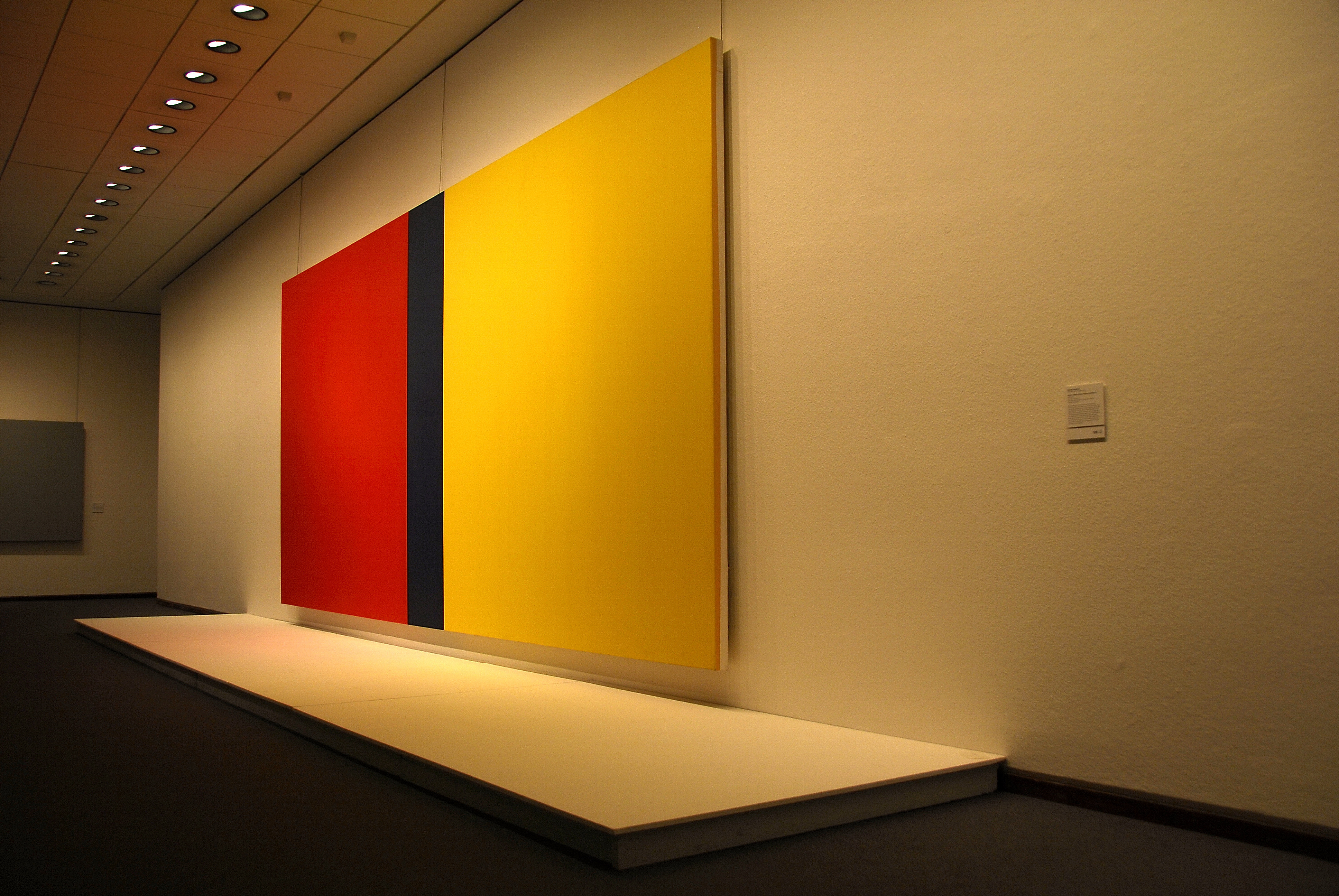
Konkrete Malerei. Barnett Newman (1905–1970): Wer hat Angst vor Rot, Gelb und Blau IV [Who´s Afraid of Red, Yellow and Blue IV].

## Provenienzforschung
Der Pinselduktus ist oft ein charakteristisches Merkmal der Handschrift einer Künstlerin oder eines Künstlers. Deshalb kann in der Provenienzforschung die Untersuchung des Pinselduktus ein Teilaspekt sein, Autorinnen und Autoren eines unsignierten und bestrittenen Werkes zu ermitteln oder eine Fälschung zu entlarven.